# Blood (videogioco)
Blood è un videogioco di tipo sparatutto in prima persona sviluppato da Monolith Productions e commercializzato dalla GT Interactive nel 1997.
Pubblicato negli USA il 20 giugno 1997, e poco più tardi in Europa, il gioco inizialmente doveva essere sviluppato da 3D Realms e intitolato Horror 3D; in seguito i diritti sono stati venduti a Monolith.
Il 9 maggio 2019 riceve una Remastered chiamata Blood Fresh Supply a cura di Nightdive Studios e Atari.
Ha avuto un sequel, Blood II: The Chosen, sviluppato dalla stessa Monolith e uscito nel 1998.

## Trama
Caleb, il protagonista, è uno spietato pistolero del far west americano, che nel 1871 conosce una donna, Ophelia Price, il cui marito e i figli sono stati uccisi dai membri di una setta chiamata "The Cabal", adoratori del dio Tchernobog. I due si uniranno all'oscuro culto, per poi col tempo assumere un ruolo sempre più importante e raggiungere il cerchio più alto della setta, chiamato "The Chosen"; ma per un non specificato motivo verranno uccisi da Tchernobog stesso.
Svariati anni più tardi Caleb resuscita misteriosamente dalla tomba, ansioso di vendicarsi e di scoprire cosa sia successo.

## Modalità di gioco
Blood è stato uno dei primi sparatutto ad avere armi con una doppia modalità di utilizzo, ovvero dotate di due modalità di fuoco. Solitamente quella secondaria è più devastante di quella primaria, ma più lunga ad eseguirsi e più esigente in termini di munizioni; un esempio è rappresentato dal fucile a canne mozze. Infatti, sparando con la prima modalità, si utilizza una sola cartuccia; con la seconda modalità il danno inferto ai nemici sarà maggiore, ma vengono utilizzate due munizioni e il tempo di ricarica è superiore. Questa caratteristica è stata ripresa in molti titoli successivi, tra i quali Unreal, Half-Life e Painkiller.

### Le armi
In Blood ci sono dieci armi differenti, selezionate con i tasti numerici:
- Forcone

È l'arma con cui si inizia ogni episodio: sarà sempre disponibile. Non possiede la modalità di fuoco secondario.
- Pistola lanciarazzi

Questa non è una semplice pistola, infatti al posto di normali proiettili scaglia contro i nemici razzi di fuoco. Se il danno è sufficiente a far morire il nemico, il corpo andrà in fiamme. Il fuoco secondario lancia una palla di fuoco che esplode in un'area d'effetto.
- Fucile a canne mozze

L'arnese più letale per quanto riguarda la distanza ravvicinata. Rappresenta un fucile sawed-off che con la modalità di fuoco secondario spara due proiettili invece che uno, incrementando il danno e il tempo di ricarica. Viene utilizzato dai cultisti vestiti di bruno.
- Thompson M1928

Arma abbastanza comune nel gioco; può contenere fino a 500 pallottole e non ha bisogno di essere ricaricata, a differenza del fucile. Il mitra viene utilizzato anche dai cultisti vestiti di nero; la sua modalità secondaria consiste in una raffica di colpi che copre un'area maggiore, sparando a destra e a sinistra.
- Lanciafiamme

Un fucile che spara napalm. Molto devastante come arma, è però molto rara e viene di solito utilizzata per gli scontri più potenti. Il suo attacco secondario consiste nel rilascio di una palla di napalm che, rimbalzando al suolo per qualche secondo, lascia dietro di sé scintille e fiamme, per poi esplodere.
- Candelotti di dinamite

Sono presenti in tre versioni:
- Semplici: questo tipo di candelotti possono essere accesi e lanciati con l'esplosione al contatto, oppure tramite il fuoco secondario possono essere prima accesi e poi rilasciati, per esplodere dopo alcuni secondi. Se si dovesse trattenere a lungo la miccia il giocatore morirà per l'esplosione
- Telecomando: con il fuoco primario si lancia la dinamite; riutilizzando di nuovo il fuoco primario la si fa esplodere, altrimenti con il fuoco secondario si prende un altro candelotto. Tutti i candelotti esplodono insieme.
- Prossimità: attrezzati con dei sensori di prossimità, questo tipo di candelotti è ottimo per piazzare trappole ed elaborare strategie. Il fuoco secondario li poggia a terra, quello primario li lancia. Se calpestati dal giocatore, vengono detonati.

- Bomboletta spray

Tramite un accendino con il fuoco primario si rilascia una carica di fiamme che incendiano i nemici e l'ambiente; con il fuoco secondario invece si dà fuoco direttamente alla bomboletta e la si può lanciare o depositare, analogamente alla dinamite.
- Cannone Tesla

Chiamata così in onore di Nikola Tesla, è una delle armi più imponenti del gioco. Le scariche elettriche rilasciate dal fuoco primario sono veloci saette che inceneriscono i nemici e li elettrizzano. Con il fuoco secondario, l'arma si carica e sprecando più munizioni rilascia una devastante scossa elettrica che dilania tutti i nemici nel raggio visivo.
- Risucchia-vita

Quest'arma consiste in un bastone molto particolare e potente. Sulla punta del bastone è montato un teschio umano con un occhio ancora integro. Il fuoco primario rilascia una scarica di energia magica che annienta i nemici e ricarica la vita del giocatore; la modalità secondaria consiste nel lasciare il bastone a terra, e può essere ripreso premendo il pulsante AZIONE. Il bastone in questo modo funzionerà come una torretta, attaccando tutti i nemici che vede. Se non si hanno munizioni, è possibile comunque attaccare con il risucchia-vita; in questo modo però il giocatore perderà vita al posto di guadagnarla.
- Bambola voodoo

Basata sulle reali bamboline voodoo, con il fuoco primario si usa una spilla per infilzare la bambola e conseguentemente il nemico; con quello secondario si utilizza tutta l'energia della bambola per un attacco più forte. Se non ci sono nemici, sarà Caleb l'obiettivo della bambola e di conseguenza il giocatore perderà energia vitale. Se si attacca più volte con quest'arma, tenendo premuto il pulsante di fuoco primario, Caleb infilzerà la spilla nell'inguine della bambola, sghignazzando.

### Nemici
Nel gioco sono presenti numerosi nemici, attinti a piene mani dal classico immaginario horror: zombi, gargoyle, fantasmi, enormi ragni velenosi, topi e pipistrelli. Inoltre appaiono diverse classi di fanatici seguaci di Tchernobog: quest'ultimo è il boss finale del gioco.

## Aspetti tecnici
Blood utilizza il motore grafico Build Engine di Ken Silverman, già utilizzato da Duke Nukem 3D della 3D Realms; rispetto a quest'ultimo titolo Blood utilizza una versione dotata di alcune migliorie, come l'uso di oggetti Voxel per la rappresentazione delle armi o di alcune decorazioni (ad esempio le lapidi del cimitero nel primo livello di gioco).

## Espansioni

### Ufficiali
Furono pubblicate due espansioni ufficiali:
- In Plasma Pak vengono aggiunti un nuovo episodio, composto da 9 livelli ed intitolato "Post Mortem", due nuovi livelli multiplayer, nuovi nemici tra cui i Crysalid pod (una specie di pianta carnivora che spruzza acido), ed i piccoli replicanti del protagonista che si generano allorché esso guarda uno specchio e che, anche a livello di effetti sonori, sono chiaramente ispirati da una scena del film L'armata delle tenebre.
- L'altra espansione, chiamata Cryptic Passage, è stata realizzata da Sunstorm Interactive, ed aggiunge anch'essa un nuovo episodio, composto da 10 livelli.

Entrambe le espansioni sono state incluse nella compilation One Unit Whole Blood, insieme all'originale Blood e ad una guida interattiva.

### Non ufficiali
Tra le relativamente numerose espansioni non-ufficiali reperibili in rete merita una citazione la total conversion Bloodlines di Necrosoft, che è in realtà più un'espansione che una total conversion vera e propria, pubblicata nella versione beta l'11 febbraio 2002, ma mai pubblicata nella versione definitiva.
Un altro progetto amatoriale relativo a Blood è Transfusion, progetto che mira al rifacimento del gioco attraverso il motore grafico di Quake, il Quake engine: attualmente è possibile reperire nel sito ufficiale la parte relativa alla modalità multiplayer.

## Citazioni
Blood è ricco di citazioni cinematografiche, in particolare di film horror: è possibile ad esempio vedere la tomba vuota di Eric Draven, protagonista del film Il corvo; ci si può imbattere nella maschera e nel machete di Jason Voorhees o nel cadavere congelato di Jack Torrance, dal film Shining. Appaiono inoltre anche riferimenti audiovisivi a opere letterarie di Howard Phillips Lovecraft, Edgar Allan Poe, William Shakespeare. Nel gioco è possibile incontrare anche un verso di Walt Whitman, che conclude i Canti Orfici di Dino Campana:
(i Canti Orfici di Dino Campana)